# Heroes (Sabaton)
Heroes è l'ottavo album in studio della band power metal svedese Sabaton, pubblicato nel maggio 2014 con l'etichetta Nuclear Blast. È il primo album del gruppo dopo i rimpiazzi del 2012, ovvero dell'ingresso dei chitarristi Thobbe Englund e Chris Rörland, oltre al nuovo batterista Hannes van Dahl.

## Tracce
Testi e musiche di Joakim Brodén.
1. Night Witches – 3:01
2. No Bullets Fly – 3:38
3. Smoking Snakes – 3:15
4. Inmate 4859 – 4:26
5. To Hell and Back – 3:27
6. The Ballad of Bull – 3:53
7. Resist and Bite – 3:27
8. Soldier of 3 Armies – 3:38
9. Far from the Fame – 3:47
10. Hearts of Iron – 4:28

Durata totale: 37:00
Tracce bonus dell'edizione limitata
1. 7734 – 3:33
2. Man of War – 3:48

Durata totale: 7:21
Tracce bonus del Digipack 2CD pubblicato in Messico
1. For Whom the Bell Tolls (cover dei Metallica) – 5:21
2. En Hjältes Väg (cover dei Raubtier) – 4:26
3. Out of Control (cover dei Battle Beast) – 3:37

Durata totale: 13:24

## Temi
Tutte le tracce fanno riferimento ad eroi che hanno combattuto nel Secondo Conflitto Mondiale.
- "Night Witches" parla delle "Streghe della Notte", ovvero il 588º Reggimento bombardamento notturno sovietico composto esclusivamente da donne.
- "No Bullets Fly" descrive la decisione del pilota tedesco Franz Stigler di scortare fuori dal campo di combattimento il B-17F danneggiato dell'americano Charlie Brown nonostante si trattasse di un nemico.
- "Smoking Snakes" narra di Arlindo Lúcio da Silva, Geraldo Baeta da Cruz e Geraldo Rodrigues de Souza, 3 soldati della Força Expedicionária Brasileira morti combattendo le forze naziste in Italia.
- "Inmate 4859" racconta di Witold Pilecki, membro della resistenza polacca volutamente fattosi internare nel campo di concentramento di Auschwitz.
- "To Hell and Back" parla di Audie Murphy, uno dei soldati americani più decorati e celebri della storia moderna, in particolare vengono descritti gli orrori della battaglia ad Anzio e il successivo PTSD del reduce.
- "The Ballad of Bull" narra di Leslie "Bull" Allen, un soldato australiano decorato con la Silver Star statunitense dopo aver salvato 12 propri commilitoni nella campagna della Nuova Guinea.
- "Resist and Bite" racconta dei Chasseurs Ardennais, un gruppo di soldati belgi che tentarono di resistere all'invasione tedesca nonostante l'inferiorità numerica e la mancanza di armi.
- "Soldier of 3 Armies" parla di Lauri Törni, soldato finlandese che combatté per tre nazioni diverse: Finlandia, Germania nazista e infine Stati Uniti, diventando berretto verde e cadendo in azione in Vietnam.
- "Far from the Fame" racconta di Karel Janoušek, fondatore delle forze aeree della Cecoslovacchia.
- "Hearts of Iron" narra le vicende della nona e dodicesima armate tedesche, che riuscirono a creare un corridoio attraverso il fiume Elba permettendo ai propri commilitoni e ai civili di fuggire all'attacco sovietico.

## Formazione
- Joakim Brodén - voce, tastiera
- Chris Rörland - chitarra
- Thobbe Englund - chitarra
- Pär Sundström - basso
- Hannes van Dahl - batteria